# Газела на Пржевалски
Газелата на Пржевалски (Procapra przewalskii) е вид бозайник от семейство Кухороги (Bovidae). Видът е застрашен от изчезване.

## Разпространение
Разпространен е в Китай (Гансу и Цинхай).